# Cedars-Sinai Medical Center
Il Cedars-Sinai Medical Center è un ospedale statunitense situato a Los Angeles, in California.

## Storia
Dal 1906 al 1910 la dottoressa Sarah Vasen, il primo medico donna di Los Angeles, diventa sovrintendente dell'allora "Kaspare Cohn Hospital". Nel 1910 l'ospedale viene spostato in Whittier Boulevard, nel 1930 al numero 4833 di Fountain Avenue, dove viene rinominato in "Cedars of Lebanon", nome legato al cedro del Libano (in inglese Lebanon Cedar), albero usato secondo la Bibbia per costruire il Tempio di Gerusalemme di re Salomone. Nel 1961 l'ospedale viene fuso con il "Mount Sinai Hospitals", formando così il "Cedars-Sinai Medical Center". Il 5 novembre 1972, grazie ad una donazione della fondazione Max Factor, viene inaugurata la nuova struttura.
Nel 2001 ci sono state 77.347 visite al pronto soccorso; nel 2003 ha servito 46.854 degenti e 194.172 pazienti ambulatoriali. Nel 2007 lo U.S. News & World Report lo ha posizionato al 17º posto su 5.462 ospedali negli Stati Uniti: le valutazioni sono state alte in 10 delle 16 specialità, in quanto a gastroenterologia si è posizionato tra i primi 10, e tra i primi 25 per altre otto specialità.